# Florin Maxim
Florin Sandu Maxim (n. 2 martie 1981, Brad, județul Hunedoara) este un fost fotbalist român de picior stâng, fost component al echipei FC Voluntari și în prezent antrenor al echipei de Liga a ll-a, Corvinul Hunedoara. 

## Cariera de jucător

### Aurul Brad (1997-98)
Maxim a început să joace fotbal în orașul său natal, Brad, Hunedoara, la Academia CIF Aliman. Apoi și-a făcut debutul la seniori la clubul Aurul Brad, unde a avut 33 de apariții și a marcat 7 goluri.

### Corvinul Hunedoara (1998-99)
Pentru Corvinul a bifat 8 apariții, fără a marca nici un gol. 

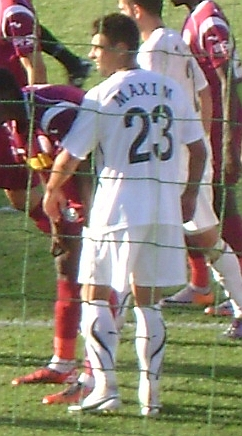
Florin Maxim

### Echipa națională Under-21 a României
Florin Maxim a fost convocat la Echipa națională de fotbal a României Sub-21, unde a avut de 8 prezențe.

### Steaua București (1998-99)
Văzut de Victor Pițurcă care era selecționer la echipa națională de tineret Under 22 a României ca o alegere excelentă pentru poziția de fundaș stânga, Maxim a fost abordat de cel mai de succes club din România, Steaua București, înainte de venirea lui Mirel Rădoi. Ulterior a fost împrumutat la Apullum Alba-Iulia.

### Apullum Alba-Iulia (2000-01)
Florin Sandu Maxim a făcut un sezon excelent la Alba-Iulia în liga secundă. A început regulat în primele 11. În 29 de jocuri, Maxim a marcat 5 goluri.

### UM Timișoara (2001-02)
Golurile lui Maxim l-au dus în Liga I, la CSP UM Timișoara. Debutul său în prima divizie românească a avut loc pe 5 august 2001, când UMT a pierdut acasă cu FC Rapid București, 0–3.

### Sportul Studențesc (2001-06)
La scurt timp după debutul său în Liga I, Maxim a semnat cu Sportul Studențesc. A fost pregătit, printre altele, de cunoscutul antrenor român Ioan Andone. Maxim și-a ajutat echipa să termine pe locul 4 în sezonul 2005-2006. Probleme financiare au provocat retrogradarea Sportului Studențesc. Unii jucători au plecat și Maxim a fost transferat de FC Farul Constanța. Fundașul stânga a revenit la Sportul Studențesc în august 2010.

### Farul Constanța (2006-08)
Florin Maxim a fost transferat la FC Farul Constanța în sezonul 2006/2007, venind în urma unui dublu transfer realizat între Sportul Studențesc și FC Farul Constanța, dublu transfer care îl mai includea și pe Marius Nae. Transferul lui Florin Maxim s-a realizat după ce Sportul Studențesc a fost retrogradată în Liga a II-a în urma retragerii licenței. A debutat la FC Farul Constanța într-o victorie din deplasare cu FC Vaslui, scor 1 - 3, fiind introdus în repriza a doua. În sezonul 2007/2008 a fost titular de drept al postului de fundaș stânga, având evoluții satisfăcătoare, apreciat pentru atitudinea și implicarea lui în fazele fixe dar și ofensive ale echipei. Are o lovitură puternică de picior, este rapid și acoperă spațiul de joc foarte bine. A marcat două goluri până în prezent, unul din lovitură liberă și unul din penalty. Și-a arătat abilitățile de conducere și a devenit căpitanul echipei.

### Poli Timișoara (2008-2011)
Din returul sezonului 2008/2009, Florin Maxim evoluează pentru FC Timișoara, clubul semnând cu el un contract pe trei sezoane astfel reușind să-l achiziționeze definitiv de la Farul Constanța pe o sumă preconizată a fi în jurul a 150.000 euro. Antrenorul Gavril Balint a insistat pentru transferul său. Maxim a marcat primul său gol pentru Politehnica Timișoara într-o victorie cu 4–1 împotriva Gloria Buzău.

### Petrolul Ploiești
În aprilie 2012, Maxim a semnat un contract pe câteva luni cu Petrolul Ploiești, cu o clauză de prelungire pentru încă un an.

### Concordia Chiajna (2012-13)
La Concordia a avut 17 apariții și a marcat un gol.

### Voluntari (2013-15)
Și-a încheiat cariera jucând la FC Voluntari timp de două sezoane, unde a apărut in 28 de meciuri și a marcat 2 goluri.

## Ca antrenor

### Voluntari (2016-19
A fost cooptat și a activat ca antrenor în cadrul Voluntari Youth Academy din 2016 până în 2019. Din sezonul 2018-19 a îndeplinit și funcția de antrenor secund.

### CSC 1599 Șelimbăr (2019-21)
Primul mandat de antrenor principal l-a avut la CSC 1599 Șelimbăr, unde a stat doi ani.

### CS Hunedoara
A preluat CS Hunedoara în 2021, echipa aflată în liga a 3-a dar după doar un an a reușit promovarea în liga a 2-a.

## Palmares

### Ca jucător
Aurul Brad
- Divizia D – Hunedoara: 1997–98

Steaua București
- Cupa României: 1998–99

Sportul Studențesc
- Divizia B: 2003–04

FC Timișoara
- Cupa României 
  - Finalist: 2008–09

Voluntari
- Liga II:  2014–15
- Liga III: 2013–14

### Ca antrenor
Viitorul Șelimbăr
- Liga III: 2020–21

Corvinul Hunedoara
- Liga III: 2022–23
- Cupa României: 2023–24